# Parafia św. Anny w Sztumie
Parafia św. Anny w Sztumie – parafia rzymskokatolicka w diecezji elbląskiej, należąca do dekanatu sztumskiego. Została erygowana w 1416.

## Kościół parafialny
Kościół św. Anny w Sztumie zbudowano na początku XV wieku. W latach 1899–1901 świątynię przebudowano (na murach z 1416), poświęcono 31 marca 1901 i konsekrowano 11 lipca 1903.

## Kościół filialny
Podwyższenia Krzyża Świętego w Sztumskiej Wsi. Zbudowany w latach 1867–1868, odpust odbywa się 14 września.